# František Plecháč
František Plecháč (23. června 1919 Červený Kostelec – ???) byl český a československý politik Komunistické strany Československa a poúnorový poslanec Národního shromáždění ČSR.

## Biografie
Narodil se roku 1919 v Červeném Kostelci na Náchodsku. Později se s rodiči přestěhoval do Plzně.
V roce 1948 se uvádí jako obchodník, bytem Plzeň. Byl místopředsedou Ústředního svazu obchodů v Plzni. Od roku 1945 byl členem KSČ.
Ve volbách roku 1948 byl zvolen do Národního shromáždění za KSČ ve volebním kraji Plzeň. V parlamentu zasedal do konce funkčního období, tedy do voleb v roce 1954.